# Коротков, Фёдор Иванович
Коротков Федор Иванович (12 [25] января 1905 — 15 апреля 1983) — советский государственный и военный деятель.

## Биография
Родился в с. Думино (ныне село Тверской области, РФ). Работал рабочим в деревообрабатывающей артели. 1922—1931 — председатель Глебенского сельсовета; 1932—1937 — секретарь райкома комсомола, председатель райисполкома; 1937—1941 — 1-й секретарь Корюковского райкома КП(б)У Черниговской области. 
В годы Великой Отечественной войны 1941—1945 — секретарь подпольного (на оккупированной гитлеровцами территории) Корюковского райкома КП(б)У в Черниговской области. С сентября 1941 — командир Корюковского партизанского отряда, а впоследствии — командир роты Черниговского объединения партизанского отряда под командованием Н. Попудренко. От 25 мая 1943 — член Черниговского подпольного обкома КП(б)У. От 23 июля 1943 года (после смерти Николая Попудренко) возглавил областной штаб партизанского движения и соединения партизанских отрядов Черниговской области имени Н. Попудренко. Бойцы соединения провели 12 крупных боев с противником, разгромили 7 гарнизонов, 22 полицейские станицы, осуществили более 120 диверсий на железнодорожных коммуникациях, взорвали 4 железнодорожных и 10 шоссейных мостов, разбили 120 поездов, захватили большое количество трофеев.
В 1943—1946 гг. — 2-й секретарь Черниговского горкома КП(б)У. 1947 — депутат ВС УССР по Черниговскому избирательному округу. 1948 окончил годичные курсы переподготовки руководящих партийных работников при Высшей партийной школе при ЦК КП(б)У. С 1950 — 1-й секретарь Черниговского горкома КП(б)У. Учился в Высшей партийной школе при ЦК КПСС (1949-53). С сентября 1959 года на пенсии.

## Награды
- орден Ленина (23.01.1949)
- орден Красного Знамени (07.03.1943)[2]
- орден Богдана Хмельницкого I степени (04.01.1944)[3]
  - медали в том числе:
  - «Партизану Отечественной войны» I степени
  - «За победу над Германией в Великой Отечественной войне 1941—1945 гг.»
  - «За доблестный труд в Великой Отечественной войне 1941—1945 гг.»
  - «Ветеран труда»
- знак «50 лет пребывания в КПСС»